# 李孟旭
李孟旭（1476年—？），字大昕，山西大同府蔚州靈丘縣人，民籍，明朝政治人物。

## 生平
弘治十七年（1504年）甲子科山西鄉試第□名舉人。正德六年（1511年）中式辛未科會試第一百九十名，登第三甲第一百四十九名進士。授河南開封府許州襄城縣知縣，十四年十一月选授南京江西道试監察御史，十五年十月实授，嘉靖三年（1524年）二月升陕西按察司佥事，

## 家族
曾祖李憲；祖父李□，曾任□；父李□，母趙氏；繼母范氏；繼母劉氏。囗慶下。